# Schloss Bechyně
Das Schloss Bechyně (deutsch Schloss Bechin) ist ein Renaissance-Schloss in der Region Südböhmen, Tschechien. Es befindet sich südlich der Innenstadt von Bechyně auf einem Sporn über dem Zusammenfluss von Smutná und Lainsitz und ist seit 1958 ein geschütztes Kulturdenkmal.

## Geschichte

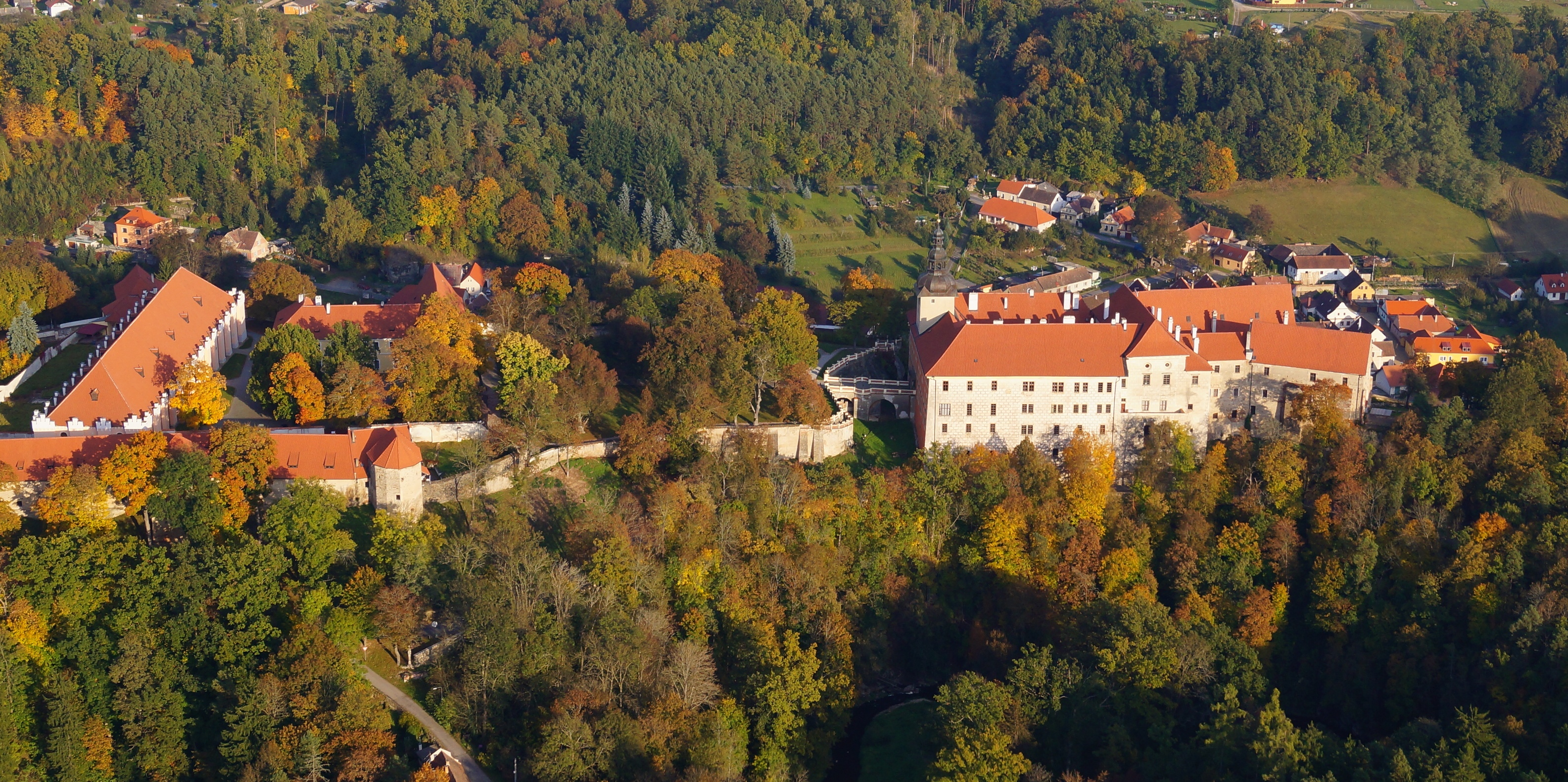
Die Schlossanlage, Luftbild

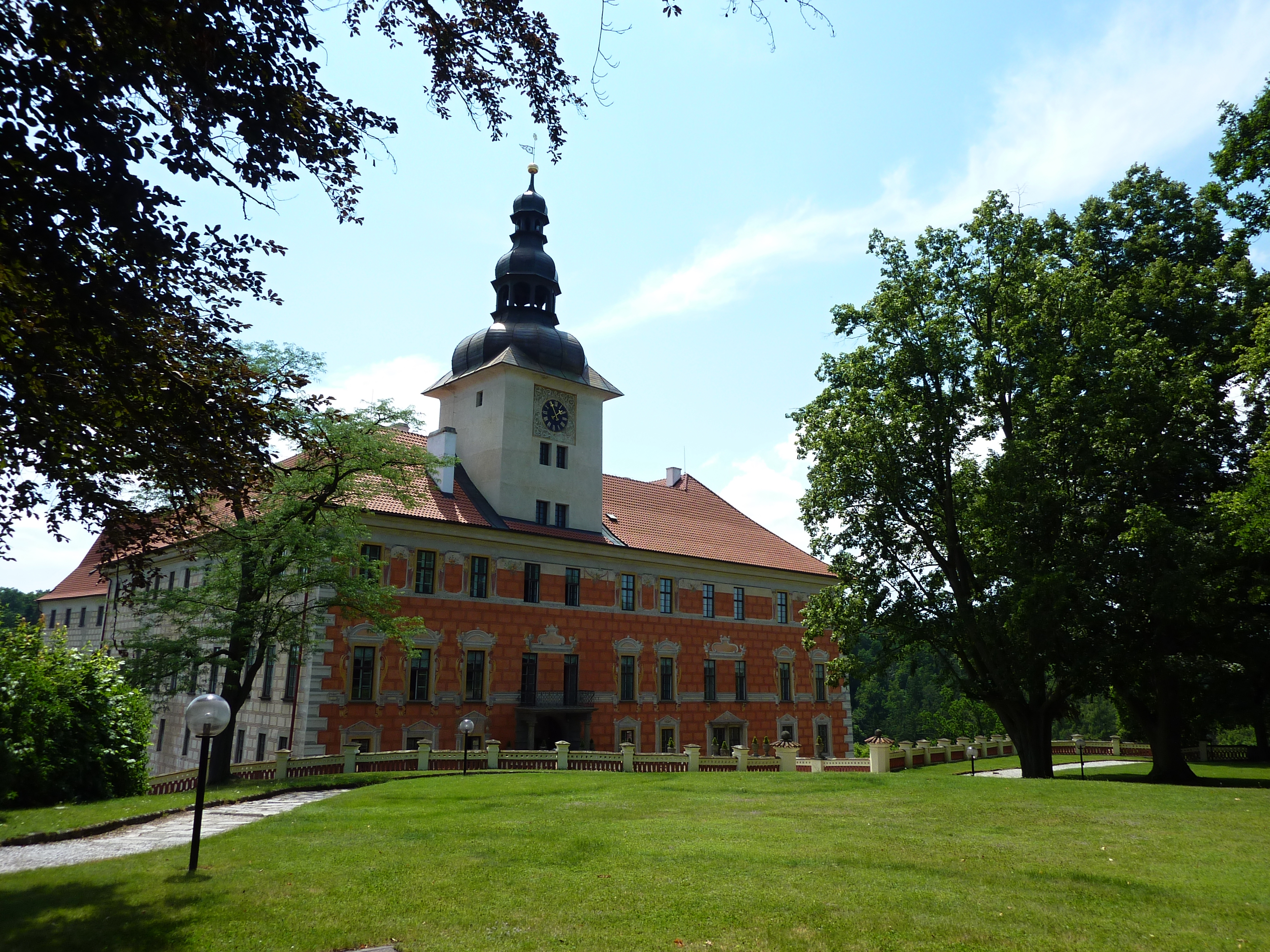
Schloss Bechyně

Nachdem Bechyně 1268 an König Přemysl Ottokar II. gelangte, errichtete dieser eine 1283 erstmals erwähnte Burg. Sie diente als Verwaltungszentrum des Bechiner Distrikts (Districtus Bechinensis). Um 1340 erwarben die Herren von Sternberg Stadt und Burg, denen um 1400 Markgraf Jobst von Mähren folgte. Von diesem gingen Stadt und Burg an den Kämmerer und Oberstlandschreiber Boček II. von Podiebrad († 1417) über. Er tauschte 1414 Bechyně mit dem Königlichen Kämmerer und Landeshauptmann von Breslau Heinrich von Lazan gegen Stadt und Herrschaft Nachod sowie die benachbarte, damals zu Böhmen gehörende Herrschaft Hummel.
Obwohl 1422 die Stadt Bechyně von den Hussiten erobert wurde, gelang es ihnen nicht, auch die Burg einzunehmen. Im Sommer 1428 belagerten sie die Burg von Neuem, und die Verteidiger gaben sie nach fünfzehn Wochen gegen freies Geleit auf. Nach den Hussitenkriegen brachten die Nachkommen Heinrichs von Lazan, die sich nun Bechinie von Lazan nannten, Bechyně wieder in ihren Besitz. 1477 erwarben es wiederum die Herren von Sternberg, die es 1530 an die Herren von Schwanberg verkauften. Von diesen fiel es 1569 an Peter Wok von Rosenberg. Er residierte bis 1592 auf der Burg in Bechyně, die er 1578–1584 durch den italienischen Baumeister Baldassare Maggi zu einem Renaissance-Schloss umbauen ließ. Vermutlich weil er nach dem Tod seines Bruders Wilhelm von Rosenberg 1592 seinen Sitz auf das Schloss Krumau verlegen musste, verkaufte er 1596 Bechyně wiederum an die Herren von Sternberg, von denen es im Jahr 1761 durch Erbschaft an die Grafen von Paar gelangte. Bei deren Nachkommen blieb es bis zur Enteignung 1948. Seit der Restitution befindet sich das Schloss im Besitz der Panství Bechyně s.r.o.

## Beschreibung
Zu den Sehenswürdigkeiten des Schlosses gehören der gotische Saal, der 1515 vom fränkischen Baumeister Wendel Roskopf geschaffen wurde, sowie der Schlosshof, den Gabriele de Blonde in den Jahren 1570–1573 während der Regentschaft von Peter Wok von Rosenberg mit Fresken ausschmückte.